# Prowincja Turyn
Prowincja Turyn (wł. Provincia di Torino) – była prowincja we Włoszech. 
Nadrzędną jednostką podziału administracyjnego jest region (tu: Piemont), a podrzędną jest gmina (prowincja Turyn dzieli się na 315 gmin).
Działała do 31 grudnia 2014.